# Dubnitzai János
Dubnitzai János (1740. szeptember 3. – Buda, 1792.) magyar jezsuita rendi pap, tanár.

## Élete
15 éves korában Komáromban lépett a rendbe; miután Kassán és a Nagyszombati Egyetemen a felsőbb tanulmányokat elvégezte, Trencsénben és Győrött a költészetet és ékesszólást, a társaság föloszlatása (1773) után pedig Budán az etikát tanította.

## Művei
- Oratio de immaculata S. Virginis Deiparae conceptione. Tyrnaviae, 1767
- Panegyricus d. Francisco Xaverio, et d. Ignatio Lojolae S. J. Uo. 1767